# 66 a.C.

## Eventos
- Mânio Emílio Lépido e Lúcio Volcácio Tulo, cônsules romanos.
- Nono ano da Terceira Guerra Mitridática contra Mitrídates VI do Ponto, sob o comando geral do general Pompeu.
  - Pompeu, no comando supremo das províncias orientais por causa da Lex Manilia, derrota Mitrídates VI na Batalha do Rio Lico, que foge primeiro para a Armênia e depois para o Reino do Bósforo.
  - Mitrídates VI implora e consegue um tratado de paz. Pelos termos, ele recupera o Reino do Ponto, mas perde todos os territórios conquistados.
- Segundo Suetônio, Públio Autrônio Peto e Públio Cornélio Sula, foram impedidos de assumir o consulado para o ano seguinte por acusações de fraude eleitoral (em latim: "ambitus") pela Lex Acilia Calpurnia e iniciaram a Primeira Conspiração de Catilina.